# Tereticus pectinicornis
Tereticus pectinicornis är en skalbaggsart som beskrevs av Waterhouse 1879. Tereticus pectinicornis ingår i släktet Tereticus och familjen långhorningar.
Artens utbredningsområde är Madagaskar. Inga underarter finns listade i Catalogue of Life.